# جام خیریه انگلستان ۱۹۳۸
 جام خیریه انگلستان ۱۹۳۸ ، ۲۵امین رقابت سالانه مابین قهرمانان لیگ دسته اول فوتبال انگلستان و جام حذفی فوتبال انگلستان است.
این مسابقه در تاریخ ۲۶ سپتامبر ۱۹۳۸ مابین تیم‌های آرسنال و پرستون نورث اند در ورزشگاه هایبوری لندن برگزار شده‌است.
تیم آرسنال در این مسابقه با نتیجه دو بر یک به پیروزی رسید.

## جزئیات مسابقه
| آرسنال  | ۲ – ۱ | پرستون نورث اند |
| ------- | ----- | --------------- |
| E Drake |       | R Beattie       |